# Niña Yhared
Niña Yhared (1814) (1977, Mexico), est le nom artistique d'Yhared Lago, une artiste mexicaine qui se consacre à la performance, la littérature et les arts plastiques, milieux où elle réalise des œuvres en utilisant le dessin, l'estampe et la peinture,.

## Biographie
Elle étudie les arts visuels à l'École Nationale de peinture, sculpture et gravure "L'Esmeralda". En 1996 elle entame sa carrière artistique. Elle fonde en 2004 l'espace alternatif La casa de la niña (La maison de la petite-fille en français), où elle cherche à diffuser l'art de la performance comme manifestation artistique. Elle écrit aussi des textes érotiques, qui sont aussi présents dans sa production plastique. 
Elle collabore avec des nombreux journaux et revues pour des illustrations, comme par exemple La Jornada, Milenio, Unomásuno, ou encore les revues Desnudarse, 24 X Segundo, Nexos et Playboy édition Mexique.

## Œuvres
- Se cuidan los zapatos andando de rodillas, 2002
- La sílfide fucsia, 2003
- Performance para las fuentes de la Ciudad de México, 2003
- La comidita, 2003
- Ritual marino, 2004
- Bésame mucho, 2004
- Blanco y negro, 2011
- Blanco Mediterráneo, 2012
- Historia de mi piel, 2012

## Publications
- Hadas de mar (Colofón, 2001)
- Estaciones del deseo (2005).